# Japa mala

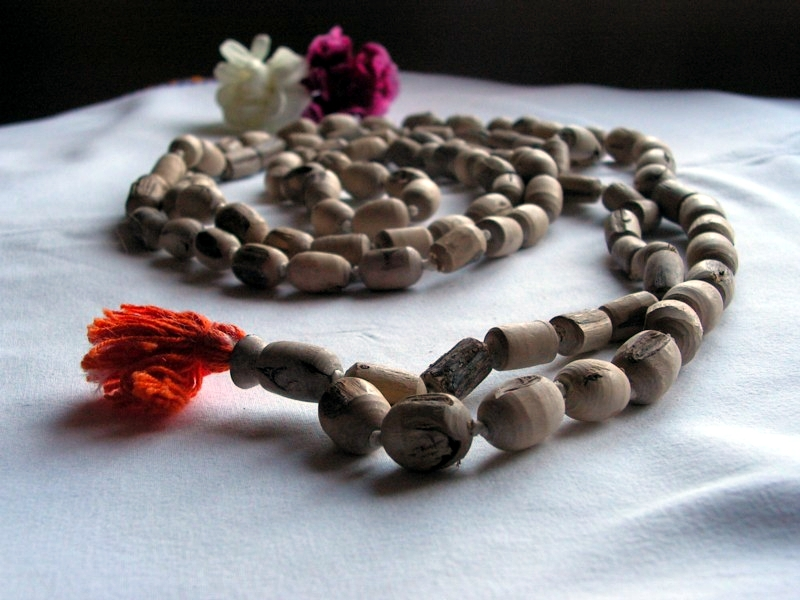
Een Japa mala

Een japa mala of mala, letterlijk slinger, is een gebedssnoer van kralen dat wordt gebruikt in Indiase religies als het hindoeïsme, jaïnisme, sikhisme en boeddhisme, met een vergelijkbare functie als de rozenkrans in het christendom.
De japa mala bestaat gewoonlijk uit 108 kralen, hoewel andere aantallen die deelbaar zijn door 9 ook gebruikt worden. Mala's worden gebruikt om de tel niet kwijt te raken bij het reciteren, chanten of het mentaal herhalen van een mantra of naam van een godheid.